# ويليام روذرفورد ميد
ويليام روذرفورد ميد (بالإنجليزية: William Rutherford Mead)‏ هو مهندس معماري ومهندس أمريكي، ولد في 20 أغسطس 1846 في نيويورك في الولايات المتحدة، وتوفي في 19 يونيو 1928 في باريس في فرنسا.

## وصلات خارجية
- ويليام روذرفورد ميد على موقع الموسوعة البريطانية (الإنجليزية)